# Diklosmta
Diklosmta o simplement Diklo (georgià: დიკლოსმთა) és un cim a la part oriental de les muntanyes del Caucas a la frontera de les repúbliques russes de Txetxènia i Daguestan i la regió de Tusheti de Geòrgia.

## Geografia
La muntanya es troba a la serralada Pirikita, que es troba al nord de la serralada del Gran Caucas. L'elevació del cim és de 4,285 m (14,058 ft) sobre el nivell del mar. La muntanya té diverses glaceres, algunes de les quals baixen profundament a les valls de la serra de Pirikita.

## Història d'ascensions
L'agost de 1892, el viatger alemany Gottfried Merzbacher va ser el primer a escalar aquest cim.